# Abborrasjön (Östra Frölunda socken, Västergötland)
Abborrasjön är en sjö i Svenljunga kommun i Västergötland och ingår i Viskans huvudavrinningsområde. Sjöns area är 0,033 kvadratkilometer och den är belägen 206 meter över havet.